# 2. etape af Post Danmark Rundt 2009

2. etape af Post Danmark Rundt 2009 er en rute på 190 km, der går fra Aars til Århus, og bliver kørt 30. juli 2009. Der er indlagt 4 bakkespurt og 2 bonusspurt. Etapen afsluttes med en rundstrækning i Århus, rundt om Marselisborg Slot.

## Resultatliste
|    | Navn              | Land           | Hold                         | Tid     |
| -- | ----------------- | -------------- | ---------------------------- | ------- |
| 1  | Nicki Sørensen    | Danmark        | Team Saxo Bank               | 4:50.27 |
| 2  | Matti Breschel    | Danmark        | Team Saxo Bank               | + 0.20  |
| 3  | Martin Reimer     | Tyskland       | Cervélo TestTeam             | + 0.20  |
| 4  | Martin Pedersen   | Danmark        | Team Capinordic              | + 0.20  |
| 5  | Baden Cooke       | Australien     | Vacansoleil                  | + 0.20  |
| 6  | Jakob Fuglsang    | Danmark        | Team Saxo Bank               | + 0.20  |
| 7  | Rasmus Guldhammer | Danmark        | Team Capinordic              | + 0.20  |
| 8  | Allan Johansen    | Danmark        | Team Designa Køkken          | + 0.20  |
| 9  | Maarten Neyens    | Belgien        | Topsport Vlaanderen-Mercator | + 0.20  |
| 10 | Jeremy Hunt       | Storbritannien | Cervélo TestTeam             | + 0.20  |

### 1. spurt (Vester Altanvej, (Randers)
Efter 69,0 km 
| Vinder | Klaas Lodewyck | 5p, 3s |
| 2.     | Alan Marangoni | 3p, 2s |
| 3.     | Simon Lerbech  | 1p, 1s |

### 2. spurt (Beder)
Efter 162,0 km
| Vinder | Matti Breschel | 5p, 3s |
| 2.     | Simon Gerrans  | 3p, 2s |
| 3.     | Jeremy Hunt    | 1p, 1s |

### 1. bakke (Sødisbakken,Mariager)
Efter 43,0 km
| Plads | Navn               | Point |
| ----- | ------------------ | ----- |
| 1.    | Troels Vinther     | 10    |
| 2.    | Thomas Vedel Kvist | 6     |
| 3.    | Laurent Didier     | 4     |
| 4.    | Tom Criel          | 2     |

### 2. bakke (Pøt Mølle,Hammel)
Efter 146,0 km
| Plads | Navn                    | Point |
| ----- | ----------------------- | ----- |
| 1.    | Thomas Riber-Sellebjerg | 10    |
| 2.    | Allan Marangoni         | 6     |
| 3.    | Simon Lerbech           | 4     |
| 4.    | Kasper Linde            | 2     |

### 3. bakke (Borum Eshøj,Borum)
| Plads | Navn                    | Point |
| ----- | ----------------------- | ----- |
| 1.    | Thomas Riber-Sellebjerg | 10    |
| 2.    | Simon Lerbech           | 6     |
| 3.    | Allan Marangoni         | 4     |
| 4.    | Kasper Linde            | 2     |

### 4. bakke (Højvanggård,Adslev)
Efter 130,0 km
| Plads | Navn                    | Point |
| ----- | ----------------------- | ----- |
| 1.    | Thomas Riber-Sellebjerg | 10    |
| 2.    | Allan Marangoni         | 6     |
| 3.    | Simon Lerbech           | 4     |
| 4.    | Klaas Lodewyck          | 2     |